# Kanton Les Lilas
Der Kanton Les Lilas war von 1976 bis 2015 ein französischer Wahlkreis im Arrondissement Bobigny, im Département Seine-Saint-Denis und in der Region Île-de-France; sein Hauptort war Les Lilas.
Der Kanton war 1,96 km² groß und hatte 36.603 Einwohner (Stand: 1999), was einer Bevölkerungsdichte von 18.675 Einwohnern pro km² entsprach.

## Gemeinden
Der Kanton bestand aus zwei Gemeinden.
| Gemeinde             | Einwohner Jahr | Fläche km² | Bevölkerungsdichte | Code INSEE | Postleitzahl |
| -------------------- | -------------- | ---------- | ------------------ | ---------- | ------------ |
| Les Lilas            | 22.819 (2013)  | 1,26       | 18110 Einw./km²    | 93045      | 93260        |
| Le Pré-Saint-Gervais | 17.908 (2013)  | 0,7        | 25583 Einw./km²    | 93061      | 93310        |